# BASIC Stamp

Chip de BASIC Stamp 2 mostrando los principales componentes.

BASIC Stamp es un microcontrolador que posee un intérprete especializado de BASIC (PBASIC) que se encuentra en su memoria ROM. Este microcontrolador es fabricado por Parallax, Inc. y es popular entre los aficionados a la electrónica desde principios de la década de 1990 por su facilidad de aprendizaje y su fácil uso, así como el lenguaje de programación BASIC que se requiere para controlar este chip.
BASIC Stamp posee la forma de un chip DIP (Dual In Package), encontrándose en una placa de circuito impreso que contiene los elementos esenciales para un microprocesador:
- Un microcontrolador que contienen la CPU, ROM que posee el intérprete de BASIC y varios elementos periféricos.
- Memoria, de tipo EEPROM
- Un reloj interno
- Una fuente de alimentación.
- Conexiones externas de entrada y salida.

Algunas aplicaciones del Basic Stamp:
- Electrónica Industrial (Automatizaciones).
- Comunicaciones e interfaz con otros equipos (RS-232).
- Interfaz con otros Microcontroladores.
- Equipos de Medición.
- Equipos de Diagnósticos.
- Equipos de Adquisición de Datos.
- Robótica (Servo mecanismos).
- Proyectos musicales.
- Proyectos de Física.
- Proyectos donde se requiera automatizar procesos artísticos
- Programación de otros microcontroladores.
- Interfaz con otros dispositivos de lógica TTL:

Teclado -
Pantallas LCD -
Protocolo de comunicación X-10 -
Sensores -
Memorias -
Reloj en Tiempo Real (RTC)-
Conversores A/D, D/A, Potenciómetros Digitales